# Mycetozoa
Infra-embranchement
Taxons de rang inférieur
- Protostelia
  - Protosteliida
- Myxogastria
  - Liceida
  - Echinosteliida
  - Trichiida
  - Stemonitida
  - Physariida
- Dictyostelia
  - Dictyosteliida

Ce taxon est aujourd'hui obsolète. Dénomination actuelle : Protosteliida, Myxogastria, Eumycetozoa.
Les Mycétozoaires (Mycetozoa) sont des Eucaryotes qui peuvent former des masses importantes (plasmode ou pseudoplasmode) par assemblage de plusieurs cellules ou par multiplications successives du noyau sans division de cytoplasme. La phase unicellulaire et la phase pluricellulaire alternent au cours d'un cycle de vie. 
Ce groupe rassemble une partie des organismes appelés myxomycètes et qui étaient historiquement rapprochés des champignons (division des Myxomycota du règne des Fungi) avec qui ils ne partagent qu'une ressemblance superficielle. Le terme de protistes fongoïdes est parfois utilisé pour les désigner, et le groupe le plus proche semble être celui des archéamibes. 
De même, bien que les archéamibes possèdent la caractéristique primaire de la forme amiboïde, leurs gamètes sont biflagellés mais leurs flagelles, bien que doubles, sont typiquement de type animal. De plus, les crêtes mitochondriales des archéamibes sont aplaties comme pour tous les opisthocontes, suggérant une plus grande proximité génétique avec ceux-ci.

## Caractéristiques spécifiques
- Le cycle de vie des mycétozoaires est caractérisé par une alternance de formes unicellulaires, amiboïdes (la myxamibe) ou flagellées (le myxoflagellé), et de phases pluricellulaires, ou plurinucléées. Ce dernier stade est formé par association de cellules en un syncytium, ou par division de cellules sans séparation de celles-ci, formant alors un plasmode. La phase pluricellulaire produit un sporocarpe disséminant des spores haploïdes. Les spores en germant forment des cellules amiboïdes ou flagellées se comportant comme des gamètes. Le zygote (diploïde), formé par la fusion des deux gamètes, germe et est à l'origine d'une masse pluricellulaire.
- Les gènes des cytochrome oxydase cox1 et cox2 sont fusionnés dans le génome mitochondrial.
- Les études génétiques montrent que le gène du facteur d'élongation EF1α est caractéristique du groupe.
- Grâce aux récentes études de Toshiyuki Nakagaki (université d’Hokkaido), Hiroyasu Yamada (Nagoya), Ryo Kobayashi (Hiroshima), Atsushi Tero de la Japan science and technology (JST/Presto), Akio Ishiguro de l’université Tohoku et Ágotá Tóth de l’université de Szeged en Hongrie, on sait à présent que les mycétozoaires sont capables de sortir d'un labyrinthe. (Prix Ig Nobel de Sciences Cognitives 2008)

## Différences avec lesFungi
Selon Chabasse et al. (1999) : 
|                                        | Mode de division nucléaire             | Aspect des crêtes mitochondriales | Golgi avec dictyosome       | Polysaccharides pariétaux | Spores mobiles              | Synthèse de la lysine        | Type nutritionnel            |
| myxomycètes, acrasiomycètes, oomycètes | Central                                | Tubulaire                         | Oui                         | Cellulose                 | Oui                         | Acide diaminopimélique (DAP) | Phagocytose (sauf oomycètes) |
| Fungi                                  | Plaque polaire (sauf chytridiomycètes) | Sacs aplatis                      | Non (sauf chytridiomycètes) | Chitine                   | Non (sauf chytridiomycètes) | Acide e-aminoadipique (AAA)  | Absorption                   |

## Écologie
Les mycétozoaires affectionnent les milieux humides et riches en matière organique en décomposition. Hétérotrophes, ils absorbent par phagocytose les bactéries et les particules en décomposition. En général, ils se multiplient par simple mitose, mais lorsque les conditions environnementales deviennent défavorables, ils forment des amas cellulaires qui produisent des spores haploïdes dans un organe bien différencié, le sporocarpe. Au sein d'une masse plurinucléée, le flux de protoplasme (ou cytoplasme) assure une distribution équitable des ressources alimentaires. L'agent de communication à l'origine des regroupements de cellules est l'AMP cyclique (une acrasine (en)).

## Liste des classes
Selon Catalogue of Life (1 juillet 2013) :
- classe des Dictyosteliomycetes
- classe des Myxomycetes
- incertae sedis
- classe des Protosteliomycetes

Selon NCBI (1 juillet 2013) :
- non-classé Myxogastria
  - sous-classe des Myxogastromycetidae